# Sapar Batyrow
Sapar Batyrow (russisch Сапар Батыров; * 29. November 1967 in der Turkmenischen SSR) ist ein turkmenischer Schachspieler, der den Titel Großmeister trägt. Mit einer Elo-Zahl von 2340 (Stand August 2021) gehört Batyrow zu den besten Schachspielern des Landes.

## Karriere
Batyrow zählte bereits während der Sowjet-Ära zu den besten Schachspielern der damaligen Turkmenischen Sozialistischen Sowjetrepublik. So nahm er als Teil der turkmenischen Mannschaft an der 17. Sowjetischen Mannschaftsmeisterschaft in Wolgograd 1985 teil. Bei diesem Turnier konnte Batyrow lediglich einen halben Punkt aus sieben Partien holen und auch die turkmenische Mannschaft allgemein blieb in dem Turnier sieglos. Seit dem Zerfall der Sowjetunion und der Unabhängigkeit Turkmenistans 1991 spielt Batyrow unter turkmenischer Flagge. Im Juli 1998 erreichte er mit 2505 Elo-Punkten seine bisher höchste Wertungszahl, im selben Jahr wurde ihm auch der Titel Großmeister verliehen.
Batyrow nimmt vor allem an Turnieren in den Staaten der ehemaligen Sowjetunion teil, beispielsweise in den vergangenen Jahren bei größeren Turnieren in Lipezk, Woronesch und Aşgabat. Außerdem spielte Batyrow gelegentlich auch Turniere in Deutschland, unter anderem nahm er mehrfach am Hamburger Wichern-Open teil und spielte 2009 beim Lichtenrader Herbstturnier, wo er Platz 12 bei 169 Teilnehmern belegte.
Den Titel Internationaler Meister erhielt er 1996, den Großmeister-Titel 1998. Seine höchste Elo-Zahl war 2505 von Juli 1998 bis Juni 1999.